# Julien Benneteau
Julien Benneteau (Bourg-en-Bresse, 20 december 1981) is een Frans professioneel tennisser.
Benneteau bereikte tijdens Roland Garros 2006 de kwartfinale (zijn beste grandslamresultaat in het enkelspel) door af te rekenen met Marcos Baghdatis, Radek Štěpánek en Alberto Martín. In de kwartfinale verloor hij van de als vierde geplaatste Kroaat Ivan Ljubičić.
In het seizoen 2008 bereikte Benneteau voor het eerst in zijn carrière ATP-finales. In de finale van het ATP-toernooi van Casablanca verloor hij van zijn landgenoot Gilles Simon. In Benneteaus laatste toernooi van het seizoen, het ATP-toernooi van Lyon, verloor hij in de finale van de Zweed Robin Söderling.
Benneteau is daarnaast actief in het dubbelspel. Hij bereikte al twintig finales in het dubbelspel, waarvan hij er twaalf wist te winnen. Zijn hoogste notatie op de wereldranglijst bij het dubbelspel was de 5e positie (in november 2014).

## Palmares
| Legenda                       | Legenda               |
| ----------------------------- | --------------------- |
| Grand Slam                    |                       |
| Olympische Spelen             |                       |
| tot 2009                      | vanaf 2009            |
| Tennis Masters Cup            | ATP Finals            |
| ATP Masters Series            | ATP Tour Masters 1000 |
| ATP International Series Gold | ATP Tour 500          |
| ATP International Series      | ATP Tour 250          |

### Enkelspel
| Nr.                  | Datum             | Toernooi          | Ondergrond    | Tegenstander in finale | Score            | Details |
| -------------------- | ----------------- | ----------------- | ------------- | ---------------------- | ---------------- | ------- |
| Verloren finales     |                   |                   |               |                        |                  |         |
| 1.                   | 24 mei 2008       | ATP Casablanca    | Gravel        | Gilles Simon           | 5-7, 2-6         | Details |
| 2.                   | 20 oktober 2008   | ATP Lyon          | Tapijt (i)    | Robin Söderling        | 3-6, 7-6, 1-6    | Details |
| 3.                   | 23 mei 2009       | ATP Kitzbühel     | Gravel        | Guillermo García López | 6-3, 6-7(1), 3-6 | Details |
| 4.                   | 22 februari 2010  | ATP Marseille     | Hardcourt     | Michaël Llodra         | 3-6, 4-6         | Details |
| 5.                   | 27 augustus 2011  | ATP Winston-Salem | Hardcourt     | John Isner             | 6-4, 3-6, 4-6    | Details |
| 6.                   | 15 januari 2012   | ATP Sydney        | Hardcourt     | Jarkko Nieminen        | 2-6, 5-7         | Details |
| 7.                   | 24 september 2012 | ATP Kuala Lumpur  | Hardcourt (i) | Juan Mónaco            | 5-7, 6-4, 3-6    | Details |
| 8.                   | 17 februari 2013  | ATP Rotterdam     | Hardcourt (i) | Juan Martín del Potro  | 6-7, 3-6         | Details |
| 9.                   | 29 september 2013 | ATP Kuala Lumpur  | Hardcourt (i) | João Sousa             | 6-2, 5-7, 4-6    | Details |
| 10.                  | 28 september 2014 | ATP Kuala Lumpur  | Hardcourt     | Kei Nishikori          | 6-7, 4-6         | Details |
| Gewonnen challengers |                   |                   |               |                        |                  |         |
| 1.                   | 22 februari 2004  | Andrezieux        | Hardcourt     | Dick Norman            | 6-7, 7-6, 7-6    |         |
| 2.                   | 16 oktober 2011   | Rennes            | Hardcourt (i) | Oliver Rochus          | 6-4, 6-3         |         |
| 3.                   | 18 mei 2014       | Bordeaux          | Gravel        | Steve Johnson          | 6-3, 6-2         |         |
| 4.                   | 13 november 2016  | Mouilleron        | Hardcourt (i) | Andrey Rublev          | 7-5, 2-6, 6-3    |         |

### Dubbelspel
| Nr.                                      | Datum             | Toernooi        | Ondergrond    | Partner                | Tegenstanders in finale              | Score               | Details |
| ---------------------------------------- | ----------------- | --------------- | ------------- | ---------------------- | ------------------------------------ | ------------------- | ------- |
| Gewonnen finales herendubbel             |                   |                 |               |                        |                                      |                     |         |
| 1.                                       | 22 februari 2004  | ATP Metz        | Hardcourt     | Nicolas Mahut          | Michaël Llodra Fabrice Santoro       | 7-6, 6-3            | Details |
| 2.                                       | 23 oktober 2006   | ATP Lyon        | Tapijt (i)    | Arnaud Clément         | František Čermák Jaroslav Levinský   | 6-2, 6-7, [10-7]    | Details |
| 3.                                       | 9 maart 2008      | ATP Las Vegas   | Hardcourt     | Michaël Llodra         | Bob Bryan Mike Bryan                 | 6-4, 4-6, [10-8]    | Details |
| 4.                                       | 26 oktober 2009   | ATP Lyon        | Hardcourt     | Nicolas Mahut          | Arnaud Clément Sébastien Grosjean    | 6-4, 7-6            | Details |
| 5.                                       | 12 oktober 2009   | ATP Shanghai    | Hardcourt     | Jo-Wilfried Tsonga     | Mariusz Fyrstenberg Marcin Matkowski | 6-2, 6-4            | Details |
| 6.                                       | 15 februari 2010  | ATP Marseille   | Hardcourt     | Michaël Llodra         | Julian Knowle Robert Lindstedt       | 6-4, 6-3            | Details |
| 7.                                       | 21 april 2013     | ATP Monte Carlo | Gravel        | Nenad Zimonjić         | Bob Bryan Mike Bryan                 | 4-6, 7-6, [14-12]   | Details |
| 8.                                       | 4 augustus 2013   | ATP Washington  | Hardcourt     | Nenad Zimonjić         | Mardy Fish Radek Štěpánek            | 7-6, 7-5            | Details |
| 9.                                       | 23 februari 2014  | ATP Marseille   | Hardcourt     | Édouard Roger-Vasselin | Paul Hanley Jonathan Marray          | 4-6, 7-6, [13-11]   | Details |
| 10.                                      | 7 juni 2014       | Roland Garros   | Gravel        | Édouard Roger-Vasselin | Marcel Granollers Marc López         | 6-3, 7-6            | Details |
| 11.                                      | 26 februari 2017  | ATP Marseille   | Hardcourt (i) | Nicolas Mahut          | Robin Haase Dominic Inglot           | 6-4, 6-7(9), [10-5] | Details |
| 12.                                      | 24 september 2017 | ATP Metz        | Hardcourt (i) | Édouard Roger-Vasselin | Wesley Koolhof Artem Sitak           | 7-5, 6-3            | Details |
| Verloren finales herendubbel             |                   |                 |               |                        |                                      |                     |         |
| 1.                                       | 12 oktober 2003   | ATP Lyon        | Tapijt (i)    | Nicolas Mahut          | Jonathan Erlich Andy Ram             | 1-6, 3-6            | Details |
| 2.                                       | 15 april 2007     | ATP Monte Carlo | Gravel        | Richard Gasquet        | Bob Bryan Mike Bryan                 | 2-6, 1-6            | Details |
| 3.                                       | 15 augustus 2010  | ATP Toronto     | Hardcourt     | Michaël Llodra         | Bob Bryan Mike Bryan                 | 5-7, 3-6            | Details |
| 4.                                       | 20 februari 2011  | ATP Marseille   | Hardcourt (i) | Jo-Wilfried Tsonga     | Robin Haase Ken Skupski              | 3-6, 7-6, [11-13]   | Details |
| 5.                                       | 7 november 2011   | ATP Parijs      | Hardcourt (i) | Nicolas Mahut          | Rohan Bopanna Aisam-ul-Haq Qureshi   | 2-6, 4-6            | Details |
| 6.                                       | 5 oktober 2014    | ATP Peking      | Hardcourt     | Vasek Pospisil         | Jean-Julien Rojer Horia Tecău        | 7-6, 5-7, [5-10]    | Details |
| 7.                                       | 12 oktober 2014   | ATP Shanghai    | Hardcourt     | Édouard Roger-Vasselin | Bob Bryan Mike Bryan                 | 3-6, 6-7            | Details |
| 8.                                       | 10 juli 2016      | Wimbledon       | Gras          | Édouard Roger-Vasselin | Pierre-Hugues Herbert Nicolas Mahut  | 4-6, 6-7(1), 3-6    | Details |
| 9.                                       | 25 juni 2017      | ATP Londen      | Gras          | Édouard Roger-Vasselin | Jamie Murray Bruno Soares            | 2-6, 3-6            | Details |
| Gewonnen finales herendubbel challengers |                   |                 |               |                        |                                      |                     |         |
| 1.                                       | 23 juli 2000      | Contrexeville   | Hardcourt     | Nicolas Mahut          | Jean-René Lisnard Olivier Patience   | 6-3, 7-6(4)         |         |
| 2.                                       | 25 februari 2001  | Andrezieux      | Hardcourt (i) | Nicolas Mahut          | Noam Behr Jonathan Erlich            | 6-3, 6-3            |         |
| 3.                                       | 17 augustus 2003  | Bronx           | Hardcourt     | Nicolas Mahut          | Martin Garcia Graydon Oliver         | 6-3, 6-1            |         |
| 4.                                       | 21 september 2003 | St. Jean De Luz | Hardcourt (i) | Nicolas Mahut          | Johan Landsberg Myles Wakefield      | 6-4, 6-1            |         |
| 5.                                       | 10 juli 2005      | Scheveningen    | Gravel        | Édouard Roger-Vasselin | Kristof Vliegen Steve Darcis         | 5-7, 7-5, 7-6(5)    |         |
| 6.                                       | 18 september 2005 | Orléans         | Hardcourt (i) | Nicolas Mahut          | Gregory Carraz Anthony Dupuis        | 3-6, 6-4, 6-2       |         |
| 7.                                       | 2 oktober 2005    | Grenoble        | Hardcourt (i) | Nicolas Mahut          | Gregory Carraz Nicolas Tourte        | 4-6, 6-4, 6-3       |         |
| 8.                                       | 5 februari 2006   | Andrezieux      | Hardcourt (i) | Nicolas Mahut          | Gregory Carraz Anthony Dupuis        | 6-4, 6-4            |         |
| 9.                                       | 21 mei 2006       | San Remo        | Gravel        | Nicolas Mahut          | Flavio Cipolla Francesco Piccari     | 6-4, 7-6(6)         |         |
| 10.                                      | 9 januari 2016    | Nieuw-Caledonië | Hardcourt     | Édouard Roger-Vasselin | Grégoire Barrère Tristan Lamasine    | 7-6(4), 3-6, [10-5] |         |

## Resultaten grote toernooien
| Legenda | Legenda                          |
| ------- | -------------------------------- |
| g.t.    | geen toernooi gehouden           |
| l.c.    | lagere categorie                 |
| –       | niet deelgenomen                 |
| G       | uitgeschakeld in de groepsfase   |
| 1R      | uitgeschakeld in de eerste ronde |
| 2R      | uitgeschakeld in de tweede ronde |
| 3R      | uitgeschakeld in de derde ronde  |
| 4R      | uitgeschakeld in de vierde ronde |
| KF      | uitgeschakeld in de kwartfinale  |
| HF      | uitgeschakeld in de halve finale |
| F       | de finale verloren               |
| W       | het toernooi gewonnen            |
| w-v     | winst/verlies-balans             |

### Enkelspel
| toernooi             | 2002 | 2003 | 2004 | 2005 | 2006 | 2007 | 2008 | 2009 | 2010 | 2011 | 2012 | 2013 | 2014 | 2015 | 2016 | 2017 | 2018 |
| -------------------- | ---- | ---- | ---- | ---- | ---- | ---- | ---- | ---- | ---- | ---- | ---- | ---- | ---- | ---- | ---- | ---- | ---- |
| grandslamtoernooien  |      |      |      |      |      |      |      |      |      |      |      |      |      |      |      |      |      |
| Australian Open      | –    | 1R   | –    | 1R   | 3R   | 1R   | 1R   | 1R   | 2R   | –    | 3R   | 3R   | 2R   | 1R   | 1R   | –    | 3R   |
| Roland Garros        | 1R   | 1R   | 3R   | 1R   | KF   | 1R   | 4R   | 1R   | 2R   | 2R   | 3R   | 3R   | 1R   | –    | 1R   | 1R   | 2R   |
| Wimbledon            | –    | –    | 2R   | 1R   | 2R   | 1R   | 1R   | 1R   | 4R   | 2R   | 3R   | 2R   | 1R   | –    | 2R   | 1R   | 2R   |
| US Open              | –    | 1R   | 1R   | –    | 1R   | 1R   | 1R   | 3R   | 2R   | 3R   | 3R   | 3R   | 1R   | –    | 1R   | 1R   | 2R   |
| ATP Masters 1000     |      |      |      |      |      |      |      |      |      |      |      |      |      |      |      |      |      |
| Indian Wells         | –    | –    | –    | 1R   | 3R   | 4R   | 1R   | 1R   | 2R   | 2R   | 2R   | 2R   | KF   | 2R   | –    | 1R   | 1R   |
| Miami                | –    | –    | 4R   | 2R   | –    | 1R   | 4R   | 2R   | 2R   | 2R   | 3R   | 2R   | 3R   | –    | –    | –    | –    |
| Monte Carlo          | –    | 2R   | 1R   | 1R   | 1R   | 2R   | –    | 1R   | 2R   | 1R   | 3R   | 1R   | 2R   | –    | –    | –    | 1R   |
| Madrid               | l.c. | l.c. | l.c. | l.c. | l.c. | l.c. | l.c. | 1R   | 1R   | –    | –    | 1R   | –    | –    | –    | –    | 1R   |
| Rome                 | –    | –    | –    | 2R   | –    | 1R   | –    | 1R   | 2R   | –    | –    | 2R   | –    | –    | 1R   | –    | –    |
| Montréal/Toronto     | –    | –    | 1R   | –    | 3R   | 1R   | 1R   | 1R   | 2R   | –    | 2R   | 1R   | 3R   | –    | –    | –    | –    |
| Cincinnati           | –    | –    | –    | –    | 1R   | 2R   | 1R   | KF   | 3R   | 2R   | 1R   | 3R   | HF   | –    | 2R   | –    | –    |
| Shanghai             | l.c. | l.c. | l.c. | l.c. | l.c. | l.c. | l.c. | 1R   | –    | –    | –    | 1R   | KF   | –    | –    | –    |      |
| Parijs               | –    | –    | –    | –    | 3R   | –    | –    | 3R   | –    | 2R   | 2R   | 1R   | 2R   | –    | 1R   | HF   |      |
| olympisch            |      |      |      |      |      |      |      |      |      |      |      |      |      |      |      |      |      |
| Olympische Spelen    | g.t. | g.t. | –    | g.t. | g.t. | g.t. | –    | g.t. | g.t. | g.t. | 2R   | g.t. | g.t. | g.t. | –    | g.t. | g.t. |
| statistieken         |      |      |      |      |      |      |      |      |      |      |      |      |      |      |      |      |      |
| totaal aantal titels | 0    | 0    | 0    | 0    | 0    | 0    | 0    | 0    | 0    | 0    | 0    | 0    | 0    | 0    | 0    | 0    | 0    |
| eindejaarsranking    | 253  | 138  | 65   | 165  | 40   | 68   | 43   | 46   | 44   | 52   | 35   | 35   | 25   | 527  | 130  | 56   |      |

### Dubbelspel
| grandslamtoernooien   |      |      |      |      |      |      |      |      |      |      |      |      |      |      |      |      |      |      |      |
| Australian Open       | –    | –    | –    | –    | 2R   | 1R   | 1R   | KF   | 3R   | 1R   | 2R   | –    | 1R   | 3R   | 3R   | KF   | 1R   | 2R   | 1R   |
| Roland Garros         | 2R   | 1R   | 2R   | 2R   | 1R   | 1R   | KF   | 2R   | –    | 3R   | 3R   | 3R   | –    | 2R   | W    | –    | KF   | 1R   | –    |
| Wimbledon             | –    | –    | –    | –    | 2R   | 1R   | 1R   | 1R   | 3R   | –    | KF   | 2R   | 1R   | KF   | KF   | –    | F    | 2R   | 1R   |
| US Open               | –    | –    | –    | –    | HF   | KF   | 1R   | HF   | 2R   | 1R   | 2R   | –    | KF   | 2R   | 1R   | –    | 1R   | KF   | –    |
| Tennis Masters Cup    |      |      |      |      |      |      |      |      |      |      |      |      |      |      |      |      |      |      |      |
| ATP World Tour Finals | –    | –    | –    | –    | –    | –    | –    | –    | –    | –    | –    | –    | –    | –    | HF   | –    | –    | –    |      |
| ATP Masters 1000      |      |      |      |      |      |      |      |      |      |      |      |      |      |      |      |      |      |      |      |
| Indian Wells          | –    | –    | –    | –    | –    | 1R   | –    | KF   | 1R   | –    | 2R   | 2R   | KF   | 2R   | 2R   | 1R   | –    | –    | –    |
| Miami                 | –    | –    | –    | –    | –    | 1R   | –    | –    | 1R   | KF   | –    | –    | –    | –    | 2R   | –    | –    | –    | –    |
| Monte Carlo           | –    | –    | –    | –    | 2R   | 1R   | –    | F    | 2R   | –    | –    | 2R   | 1R   | W    | KF   | –    | –    | 1R   | –    |
| Hamburg               | –    | –    | –    | –    | –    | –    | –    | KF   | KF   | l.c. | l.c. | l.c. | l.c. | l.c. | l.c. | l.c. | l.c. | l.c. | l.c. |
| Madrid                | l.c. | l.c. | l.c. | l.c. | l.c. | l.c. | l.c. | l.c. | l.c. | –    | –    | –    | –    | 1R   | 1R   | –    | –    | –    | –    |
| Rome                  | –    | –    | –    | –    | –    | –    | –    | –    | –    | 2R   | 1R   | –    | –    | 2R   | –    | –    | HF   | –    | –    |
| Montréal/Toronto      | –    | –    | –    | –    | –    | –    | –    | 1R   | 1R   | –    | F    | –    | 1R   | 1R   | 1R   | –    | 1R   | –    | –    |
| Cincinnati            | –    | –    | –    | –    | –    | –    | –    | 2R   | –    | –    | 2R   | –    | 1R   | 2R   | HF   | –    | 1R   | –    | –    |
| Shanghai              | l.c. | l.c. | l.c. | l.c. | l.c. | l.c. | l.c. | l.c. | l.c. | W    | –    | –    | –    | 1R   | F    | –    | 1R   | –    |      |
| Parijs                | 1R   | 1R   | –    | 1R   | HF   | KF   | –    | 1R   | –    | 2R   | –    | F    | 2R   | 2R   | 2R   | –    | 2R   | 2R   |      |
| olympisch             |      |      |      |      |      |      |      |      |      |      |      |      |      |      |      |      |      |      |      |
| Olympische Spelen     | –    | g.t. | g.t. | g.t. | –    | g.t. | g.t. | g.t. | –    | g.t. | g.t. | g.t. | HF   | g.t. | g.t. | g.t. | –    | g.t. | g.t. |
| statistieken          |      |      |      |      |      |      |      |      |      |      |      |      |      |      |      |      |      |      |      |
| totaal aantal titels  | 0    | 0    | 0    | 1    | 0    | 0    | 1    | 0    | 1    | 2    | 1    | 0    | 0    | 2    | 2    | 0    | 0    | 0    | 0    |
| eindejaarsranking     | 200  | 304  | 268  | 94   | 50   | 59   | 67   | 26   | 48   | 32   | 38   | 52   | 97   | 26   | 6    | 124  | 35   | 45   |      |